# Pic à taches noires
Campethera punctuligera
Espèce
Statut de conservation UICN

 LC  : Préoccupation mineure
Le Pic à taches noires (Campethera punctuligera), dit aussi Pic ponctué, est une espèce d'oiseaux de la famille des Picidae.

## Distribution
Son aire de répartition s'étend sur la Mauritanie, le Sénégal, la Gambie, la Guinée-Bissau, la Guinée, la Sierra Leone, la Côte d'Ivoire, le Mali, le Niger, le Burkina Faso, le Ghana, le Togo, le Bénin, le Nigeria, le Cameroun, la République démocratique du Congo, la République centrafricaine, le Tchad et  le Soudan.

## Sous-espèces
D'après la classification de référence (version 5.2, 2015) du Congrès ornithologique international, cette espèce est constituée des deux sous-espèces suivantes :
- Campethera punctuligera balia (Heuglin, 1871) ;
- Campethera punctuligera punctuligera (Wagler, 1827).